# Plaine de Montesson

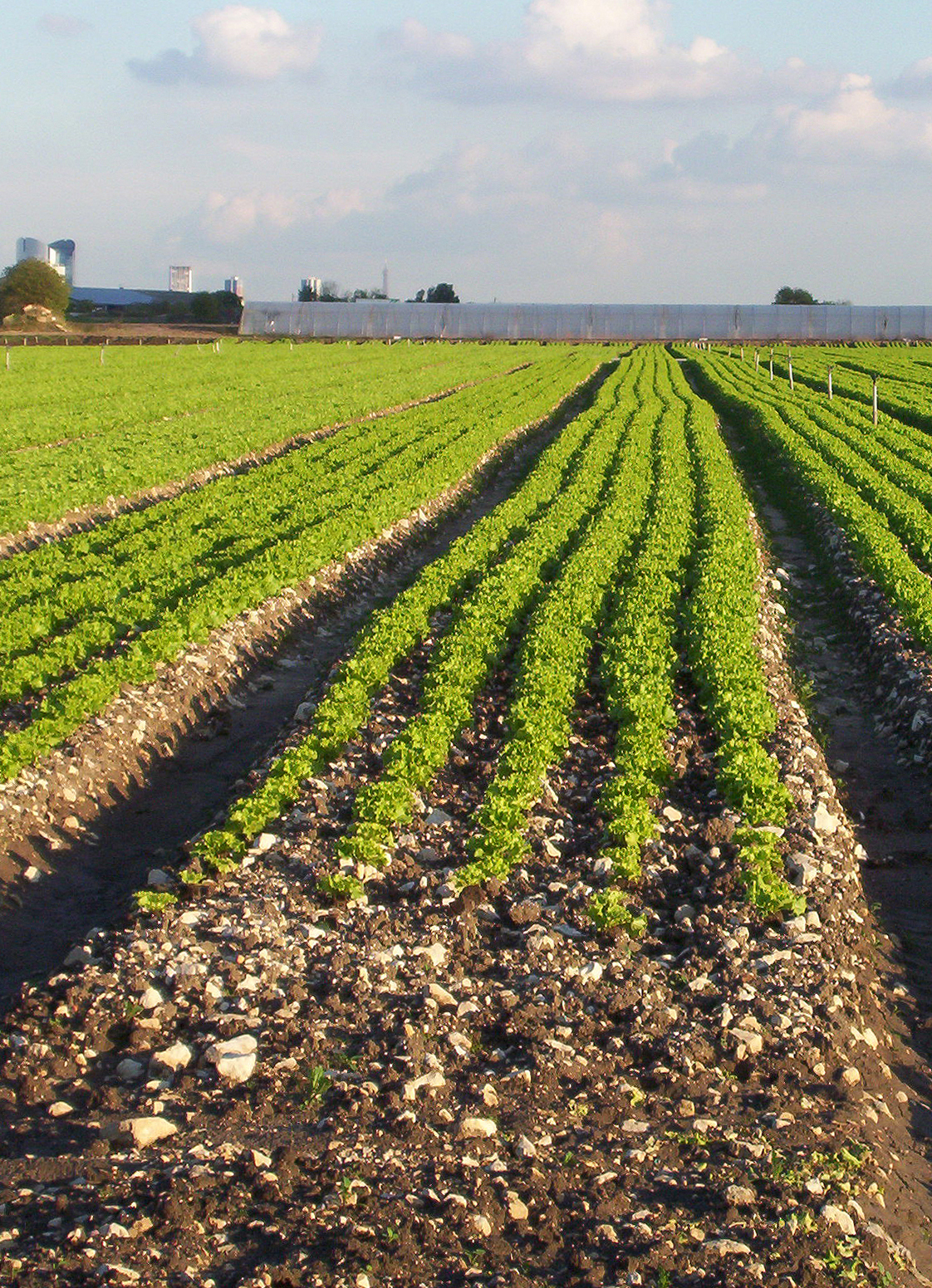
Champ de salades dans la plaine de Montesson.

La plaine de Montesson est un site naturel des Yvelines (Île-de-France), situé dans un méandre de la Seine sur les communes de Montesson et Carrières-sur-Seine. Consacré à l'agriculture, et principalement au maraîchage, cet espace d'environ 350 hectares est enclavé au milieu de zones fortement urbanisées, à dix-sept kilomètres environ du centre de Paris. Il se trouve dans le périmètre de la communauté d'agglomération Saint-Germain Boucles de Seine. Une partie des terres est propriété de l'agence des espaces verts de la région d'Île-de-France.
La plaine de Montesson est traversée dans toute sa longueur, d'est en ouest, par l'autoroute A14, qui a emprunté cette trouée pour contourner les agglomérations existantes. L'autoroute est en déblai dans la partie est, avec les installations de la gare de péage, et en remblai dans la partie ouest. Dans la partie ouest de la plaine de Montesson, en bord de Seine, se trouve un espace vert public, le parc départemental de la boucle de Montesson, aménagé par le conseil général des Yvelines sur l'ancien domaine de la Borde.
L'espace agricole est menacé par l'urbanisation qui pourrait être déclenchée par la création d'un échangeur sur l'A14 à Montesson.
Le Livre blanc de la CCBS, publié en 2006, affirme la volonté des élus de maintenir et de pérenniser l'activité agricole dans la plaine de Montesson. Diverses propositions sont énoncées dans ce document, dont la nécessité de baux à long terme, de l'aménagement hydraulique, d'espaces pour les bâtiments agricoles et de la création d'une agence foncière agricole.

## Patrimoine historique

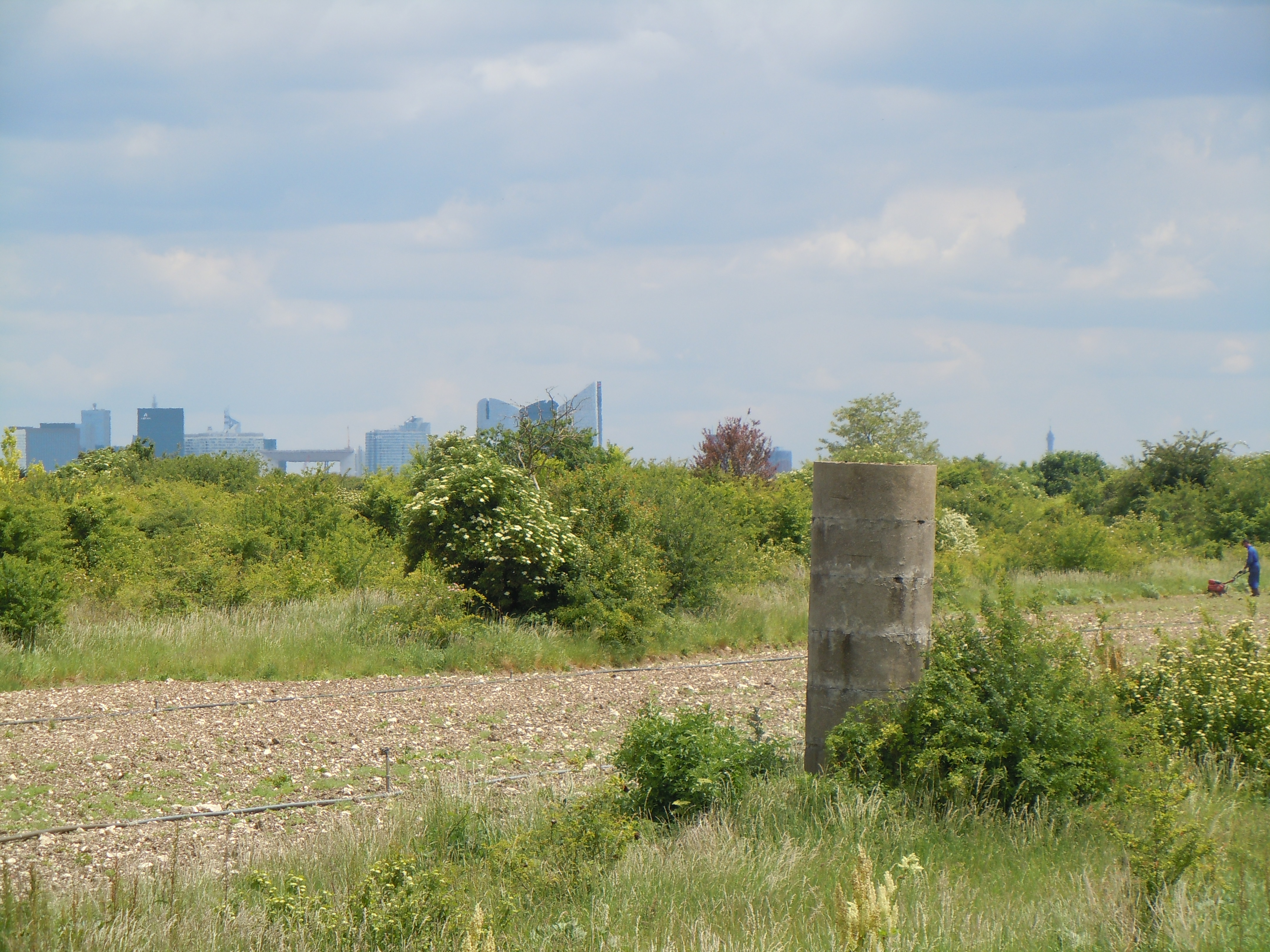
Cheminée d’aération d'une champignonnière, (en arrière-plan le quartier de la Défense).

Le sous-sol de la plaine de Montesson du côté de Carrières-sur-Seine a été creusé au XIXe siècle pour l'extraction massive du calcaire urgonien comme pierre de construction en particulier pour les transformations de Paris sous le Second Empire. L'exploitation se faisait par puits, et les hauteurs d'excavation pouvant atteindre 8 mètres, le plafond étant soutenu par des piliers tournés espacés de 4 à 5 mètres. Les cavités creusées rendent le sous-sol instable et empêchent la construction en surface.
Au début du XXe siècle de nombreuses carrières ont été transformées en champignonnières, l'activité a fortement décliné dans les années 1980 du fait de la concurrence des Pays de l'Est. Au début du XXIe siècle il ne restait plus que deux exploitations. 
En 1939, 35 hectares de carrières ont été aménagés par le ministère de la défense pour recevoir les usines aéronautiques Hispano-Suiza. Elles ont été réquisitionnées en 1941 par les Allemands qui y ont installé une usine de production de torpilles et de V2. Le 25 août 1944, les occupants ont quitté le site et piégé l'arsenal.

## Vue panoramique

Vue panoramique de la plaine de Montesson depuis le chantier de la CD121 à Sartrouville.